# 오스트리아 제1공화국
오스트리아 제1공화국(독일어: Erste Republik 에르스테 레푸블리크[*])은 1919년 9월 생제르맹 조약에서부터 1934년 5월 파시즘 정당 조국전선이 정권을 장악하고 헌법을 개정하기까지의 오스트리아를 일컫는데 쓰이는 표현이다.

## 배경
1918년 11월 12일 제1차 세계 대전에서 오스트리아-헝가리 제국이 패전국이 되자, 오스트리아-헝가리 제국은 해체되고 오스트리아-헝가리 제국 지역 중 독일어 사용지역은 따로 구분되었다. 이 지역에 1918년 사회민주당 주도로 공화국이 성립되었다. 이것이 독일계 오스트리아(독일어: Republik Deutschösterreich, 혹은 독일어: Deutsch-Österreich)라고 불리는 시기였다. 국민의회 결의문에는 "독일계 오스트리아는 독일공화국의 한 구성요소"라고 명기되었으나 이 합병은 전승국들의 승인을 받지 못했다.

## 건국
독일계 오스트리아는 전승국과 패전국 사이의 조약인 1919년 생제르맹 조약에 의해 해산되었다. 오스트리아는 "오스트리아 공화국"으로 부르도록 결정되었다. 조약에 의해 수데텐란트 내 독일계 주민 거주 지역은 체코슬로바키아에, 티롤 내 독일계 주민 거주 지역은 이탈리아에 할양되었다. 또한 남쪽 지역 일부는 유고슬라비아왕국으로 흡수되었다. 이것이 ‘오스트리아 제1공화국’의 출범이었다.
오스트리아 제1공화국은 하마터면 다음 두 지역도 다른 나라에 뺏길 뻔하였으나 가까스로 자국 영토로 유지할 수 있었다. 하나는 카린티아의 남동부 지방이었다. 이 지역은 슬로베니아 사람들이 주로 거주하는 지역이었다. 세르비아-크로아티아-슬로베니아 왕국(훗날 유고슬라비아 왕국, 키릴문자:Краљевина Југославија, 영어: Kingdom of Serbia Croatia Slovenia)이 차지하려고 하였으나 1920년 10월 20일 실시된 주민투표 결과 주민들에 의해 이 지역은 오스트리아에 남게 되었다. 다른 하나는 부르겐란트주였다. 헝가리가 이 지역의 영유권을 주장하였다. 이 지역은 1647년부터 헝가리 왕국의 영토였는데 헝가리는 이 지역을 ‘서헝가리’라고 불렀다. 이 지역에는 독일어 사용 주민이 대다수였으나 일부 헝가리어 및 크로아티아어 사용 주민도 거주하고 있었다. 생제르맹 조약에 의해 이 지역은 1921년 오스트리아 제1공화국의 영토가 되었다. 또다른 주민투표에 의해 쇼프론(독일어로는 Ödenburg) 시는 헝가리에 남았다(오스트리아는 이에 이의를 제기하였다).

## 시기 구분
더 자세하게 구분하여 역사가들은 1919년부터 1938년까지의 공화국 기간 중 1934년부터 1938년 독일과의 병합 전까지의 오스트리아를 "오스트리아 파치즘"(독일어: Austrofaschismus) 통치 시기로 일컫기도 한다.

## 같이 보기
- 오스트리아의 역사
- 오스트리아-마르크스주의 (Austromarxism)